# Mariana Vega
Mariana Vega (Caracas, 11 de fevereiro de 1985) é uma cantora e compositora venezuelana. Ela venceu o Grammy Latino de Melhor Artista Revelação em 2014.

## Discografia

### Álbuns
- 2010: Mariana Vega[2]
- 2013: Mi Burbuja[3]

### EPs
- 2008: Háblame
- 2014: Te Busco[4]

### Singles
- "Háblame"
- "No me queda nada"
- "Lejos de reconocer"
- "Ni tú ni nadie"
- "Contigo"
- "No me queda nada (versão 2010)"
- "Háblame (versão 2010)"
- "Mi burbuja"
- "De tu voz"
- "Te seguiré" (com Los Amigos Invisibles)
- "Te busco" (com Oscar D'León)
- "Medicinal" (com  Ale Sergi)
- "Cámara Lenta"
- "La Marea"